# شرنه
شرنه (بالبشتوية: ښرنه)‏، هي عاصمة ولاية بكتيكا الأفغانية. تقع على ارتفاع 2158 متر. قُدِّر عدد سكانها بـ 2200 عام 2006. يبلغ عدد سكان مدينة شرنه 15651 نسمة (في عام 2015) وتقع في قلب قبيلة سليمان خيل [الإنجليزية] من غلج البشتون. تضم 6 مقاطعات وتبلغ مساحة الأرض الإجمالية 5893 هكتارًا. ويبلغ إجمالي عدد المساكن في هذه المدينة 1739.

## تاريخ
في 8 يوليو 2021، أعدم الجنود الأفغان قرويًا أفغانيًا بجعله يجلس على عبوة ناسفة قبل انفجارها. اتهمت الشرطة الأفغانية والميليشيات المناهضة لطالبان الضحية، ويدعى بركات الله، بمساعدة طالبان. نفى والد بركات الله أن يكون ابنه يعمل مع طالبان. وقد وقع الحادث جنوب مدينة شرنه عاصمة ولاية بكتيكا ورُفع فيديو الحادث على تيك توك. تمكن فريق المراقبين في فرانس 24 من التحقق من الفيديو وتحديد موقعه الجغرافي. نفى المتحدث باسم وزارة الدفاع الأفغانية، فؤاد أمان، وقوع أي حادث من هذا القبيل. وصرح الصحافي الأفغاني نسيب زدران بإن هذا ليس حادثًا منعزلًا ويعكس الإفلات من العقاب الذي يتمتع به الجيش الأفغاني.
في 14 أغسطس 2021، استولى مقاتلو طالبان على شرنه، لتصبح العاصمة الإقليمية العشرين التي استولت عليها طالبان كجزء من هجوم طالبان الأوسع في عام 2021.

## استخدام الأراضي
تمثل الأراضي القاحلة والزراعة 73٪ من إجمالي الأراضي. تمتلك شرنة الحصة الأكبر من الأراضي المصنفة مؤسساتية (14٪) من أي عاصمة إقليمية في أفغانستان.

## المناخ
بتأثير من مناخ السهوب المحلية، تتميز شرنه بمناخ بارد شبه جاف (BSk) تحت تصنيف كوبن للمناخ. متوسط درجة الحرارة في شرنه هو 10.8 درجة مئوية، بينما يبلغ متوسط هطول الأمطار السنوي 265 مم. سبتمبر هو الشهر الأكثر جفافاً بـ 1 ملم من الأمطار، في حين أن شهر مارس، أكثر الشهور مطرًا، يبلغ متوسط هطول الأمطار 54 مم.

يوليو/ تموز هو أحر شهر في السنة بمتوسط درجة حرارة 23.6 درجة مئوية. أبرد شهر هو يناير يبلغ متوسط درجة الحرارة -4.5 درجة مئوية ، بمتوسط أدنى مستوياته عند -10.9 درجة مئوية.
| البيانات المناخية لـشرنه          | البيانات المناخية لـشرنه | البيانات المناخية لـشرنه | البيانات المناخية لـشرنه | البيانات المناخية لـشرنه | البيانات المناخية لـشرنه | البيانات المناخية لـشرنه | البيانات المناخية لـشرنه | البيانات المناخية لـشرنه | البيانات المناخية لـشرنه | البيانات المناخية لـشرنه | البيانات المناخية لـشرنه | البيانات المناخية لـشرنه | البيانات المناخية لـشرنه |
| الشهر                             | يناير                    | فبراير                   | مارس                     | أبريل                    | مايو                     | يونيو                    | يوليو                    | أغسطس                    | سبتمبر                   | أكتوبر                   | نوفمبر                   | ديسمبر                   | المعدل السنوي            |
| --------------------------------- | ------------------------ | ------------------------ | ------------------------ | ------------------------ | ------------------------ | ------------------------ | ------------------------ | ------------------------ | ------------------------ | ------------------------ | ------------------------ | ------------------------ | ------------------------ |
| متوسط درجة الحرارة الكبرى °م (°ف) | 2.0 (35.6)               | 4.8 (40.6)               | 11.4 (52.5)              | 17.9 (64.2)              | 23.8 (74.8)              | 29.6 (85.3)              | 31.2 (88.2)              | 30.4 (86.7)              | 27.3 (81.1)              | 20.5 (68.9)              | 13.2 (55.8)              | 6.7 (44.1)               | 18.2 (64.8)              |
| المتوسط اليومي °م (°ف)            | −4.5 (23.9)              | −1.5 (29.3)              | 5.3 (41.5)               | 11.0 (51.8)              | 16.0 (60.8)              | 21.3 (70.3)              | 23.6 (74.5)              | 22.6 (72.7)              | 18.4 (65.1)              | 11.7 (53.1)              | 5.4 (41.7)               | −0.2 (31.6)              | 10.8 (51.4)              |
| متوسط درجة الحرارة الصغرى °م (°ف) | −10.9 (12.4)             | −7.7 (18.1)              | −0.8 (30.6)              | 4.2 (39.6)               | 8.3 (46.9)               | 13.1 (55.6)              | 16.0 (60.8)              | 14.9 (58.8)              | 9.6 (49.3)               | 3.0 (37.4)               | −2.4 (27.7)              | −7.0 (19.4)              | 3.4 (38.1)               |
| المصدر: Climate-Data.org          |                          |                          |                          |                          |                          |                          |                          |                          |                          |                          |                          |                          |                          |